# Gnidia obtusissima
Gnidia obtusissima är en tibastväxtart som beskrevs av Carl Daniel Friedrich Meisner. Gnidia obtusissima ingår i släktet Gnidia och familjen tibastväxter. Inga underarter finns listade i Catalogue of Life.